# Decade (Neil Young-album)
Decade är ett samlingsalbum av Neil Young, utgivet 1977 och innehållande låtar inspelade mellan 1966 och 1977. Samtliga av Youngs album så långt i karriären finns representerade, såväl solo som med Buffalo Springfield och Crosby, Stills, Nash & Young, liksom fem tidigare outgivna låtar. Det utgavs ursprungligen som en trippel-LP medan den senare CD-utgåvan bestod av två skivor.

## Låtlista

### CD 1
1. "Down to the Wire" - 2:31
2. "Burned" - 2:17
3. "Mr. Soul" - 2:52
4. "Broken Arrow" - 6:15
5. "Expecting to Fly" - 3:47
6. "Sugar Mountain" - 5:43
7. "I Am a Child" - 2:22
8. "The Loner" - 3:52
9. "The Old Laughing Lady" - 5:40
10. "Cinnamon Girl" - 3:02
11. "Down by the River" - 9:02
12. "Cowgirl in the Sand" - 10:04
13. "I Believe in You" - 3:30
14. "After the Gold Rush" - 3:48
15. "Southern Man" - 5:31
16. "Helpless" - 3:33

### CD 2
1. "Ohio" - 2:58
2. "Soldier" - 2:28
3. "Old Man" - 3:22
4. "A Man Needs a Maid" - 4:00
5. "Harvest" - 3:09
6. "Heart of Gold" - 3:06
7. "Star of Bethlehem" - 2:43
8. "The Needle and the Damage Done" - 2:05
9. "Tonight's the Night, Part 1" - 4:41
10. "Tired Eyes" - 4:33
11. "Walk On" - 2:41
12. "For the Turnstiles" - 3:01
13. "Winterlong" - 3:08
14. "Deep Forbidden Lake" - 3:41
15. "Like a Hurricane" - 8:17
16. "Love Is a Rose" - 2:16
17. "Cortez the Killer" - 7:31
18. "Campaigner" - 3:30
19. "Long May You Run" - 3:48